# Гангард, Егор Егорович
Егор Егорович Гангард (1781 — 17 апреля 1833) — генерал-майор артиллерии, бессарабский губернатор.

## Биография
Родился в 1812 году в Орловке Обоянского уезда, Курской губернии в имении его отца Егора Ивановича Гангарда. 
Выбрал военную карьеру, участвовал в подавлении Польского восстания 1830—1831 года. За проявленную храбрость был награжден крестом Virtuti militari. 
В 1851-1863 штаб-офицер для особых поручений при Новороссийском генерал-губернаторе. c 1855 майор, с 1859 подполковник. 
С 1865 генерал-майор, был  управляющим канцелярией Киевского, Подольского и Волынского генерал-губернатора.
С 05.12.1867 по 03.06.1871 губернатор Бессарабской области. 
Погребен 18.12.1882 на Старом кладбище Одессы.